# Rune Herregodts
Rune Herregodts (Aalst, 27 luglio 1998) è un ciclista su strada e pistard belga che corre per l'UAE Team Emirates XRG; è professionista dal 2021.

## Palmarès

### Strada
- 2020 (Lotto-Soudal U23, una vittoria)

Parigi-Tours Espoirs
- 2021 (Sport Vlaanderen-Baloise, una vittoria)

Ronde van Drenthe
- 2022 (Sport Vlaanderen-Baloise, due vittorie)

1ª tappa Vuelta a Andalucía (Ubrique > Iznájar)
1ª tappa Giro della Repubblica Ceca (Uničov > Prostějov)
- 2024 (Intermarché-Wanty, due vittorie)

1ª tappa Ster ZLM Toer (Westkapelle > Westkapelle, cronometro)
Classifica generale Ster ZLM Toer

### Pista
- 2019

Campionati belgi, Inseguimento individuale

## Piazzamenti

### Grandi Giri
- Vuelta a España

2023: ritirato (16ª tappa)

### Classiche monumento
- Liegi-Bastogne-Liegi

2021: 126º

### Competizioni europee
- Campionati europei su strada

Plouay 2020 - Staffetta mista: 5º
Trento 2021 - Cronometro Elite: 13º
Monaco di Baviera 2022 - Cronometro Elite: 12º
Monaco di Baviera 2022 - In linea Elite: 116º
- Campionati europei su pista

Gand 2019 - Inseguimento individuale Under-23: 8º
Apeldoorn 2019 - Inseguimento a squadre: 7º
Apeldoorn 2019 - Inseguimento individuale: 6º